# Stéphan Rizon
Stéphan Rizon, né le 24 février 1987 à Agen (Lot-et-Garonne), est un auteur-compositeur-interprète français.

## Biographie
Le chanteur se fait remarquer par Francis Cabrel en 2007. Stéphan Rizon est invité par celui-ci aux 25e Rencontres d’Astaffort dont il sort lauréat,,. En 2007 à Périgueux, il remporte le prix du jury et celui du public au concours de chant national de la « Truffe d'argent » organisé par France Bleu. Ces récompenses lui permettent de se produire sur la scène du Zénith de Rouen.
Lors de la finale de la Coupe de France de basket-ball 2007-2008, l'Agenais chante au palais omnisports de Paris-Bercy. Après avoir obtenu une licence en droit, Stéphan se consacre entièrement à sa carrière musicale en compagnie de son guitariste Laurent Delort, qu’il a rencontré grâce à Francis Cabrel,.
En 2011, Stéphan Rizon sort un EP de 6 titres aux sonorités rock,,. Il en est l'auteur, le compositeur et le producteur.
Il participe en 2012 à la première saison de The Voice, la plus belle voix,, qu'il remporte le 12 mai,. Sept des titres qu'il interprète sur le plateau de l'émission télévisée sont disponibles en téléchargement légal.
En octobre, sort son premier album pop-soul From Mars with Love chez Universal avec un premier single Looking for Love,.
En juillet 2013, il participe au jeu télévisé Fort Boyard sur France 2. Son second single Ouch sort et Stéphan se produit sur les scènes françaises notamment au Café de la Danse à Paris.
En 2014, Stephan rencontre l'auteur-compositeur et producteur Jean Renard qui lui propose un des premiers rôles de son opéra rock Gospel Story, et le second album de l'artiste (I'm) va naitre sous la direction de Jean Renard qui lui écrit pour l'occasion huit nouvelles chansons interprétées en français, afin de répondre à la demande des nombreux fans de Stéphan qui voulaient l'entendre chanter dans sa langue.
En 2017, Stéphan participe au spectacle musical Saturday night fever adapté du film La fièvre du samedi soir en compagnie de la danseuse Fauve Hautot au Palais des sports de Paris.
Il est le parrain de l'association Planète autisme.

## Discographie

### Singles
- 2012 : Looking for Love
- 2013 : Ouch
- 2015 : Le temps de vivre

### Participations
- 2011 : Saison 4 d'Yves Jamait[20]

## Classements

### Album
| Album               | Année | Meilleure position | Meilleure position | Ventes | Ventes |
| Album               | Année | Belgique           | France             | Ventes | Ventes |
| ------------------- | ----- | ------------------ | ------------------ | ------ | ------ |
| From Mars with Love | 2012  | 129                | 32                 | 15 000 |        |
| I'm                 | 2015  |                    |                    |        |        |

### Autre album classé
| Titre                                                       | Année | Meilleure position |
| Titre                                                       | Année | France             |
| ----------------------------------------------------------- | ----- | ------------------ |
| The Voice - La plus belle voix: L'album de tous ses titres! | 2012  | 36                 |

### Singles
| Titre             | Année | Meilleure position |
| Titre             | Année | Belgique           |
| ----------------- | ----- | ------------------ |
| Looking for Love  | 2012  | 42 (tip)           |
| Ouch              | 2012  |                    |
| Le temps de vivre | 2015  |                    |

### Autres titres classés
| Titre                              | Année | Meilleure position |
| Titre                              | Année | France             |
| ---------------------------------- | ----- | ------------------ |
| With a Little Help from My Friends | 2012  | 138                |
| Rolling in the Deep                | 2012  | 172                |

## Distinctions
- 2007 : Premier lauréat aux Rencontres d'Astaffort
- 2007 : Prix du jury et prix du public au concours de chant national organisé par France Bleu